# هیئت ثبات مالی

لوگوی هیئت ثبات مالی

هیأت ثبات مالی (به انگلیسی: Financial Stability Board یا FSB) هیأتی بین‌المللی است که سیستم مالی جهانی نظارت دارد و پیشنهادهایی در این زمینه می‌دهد. این هیأت توسط اجلاس ۲۰۰۹ لندن در آوریل ۲۰۰۹ به وجود آمد و اعضای آن شامل کشورهای عضو گروه ۲۰، مجمع ثبات مالی و کمیسیون اروپا می‌باشد و مرکز آن در بازل، سوئیس قرار دارد. 